# Премия Олега Табакова

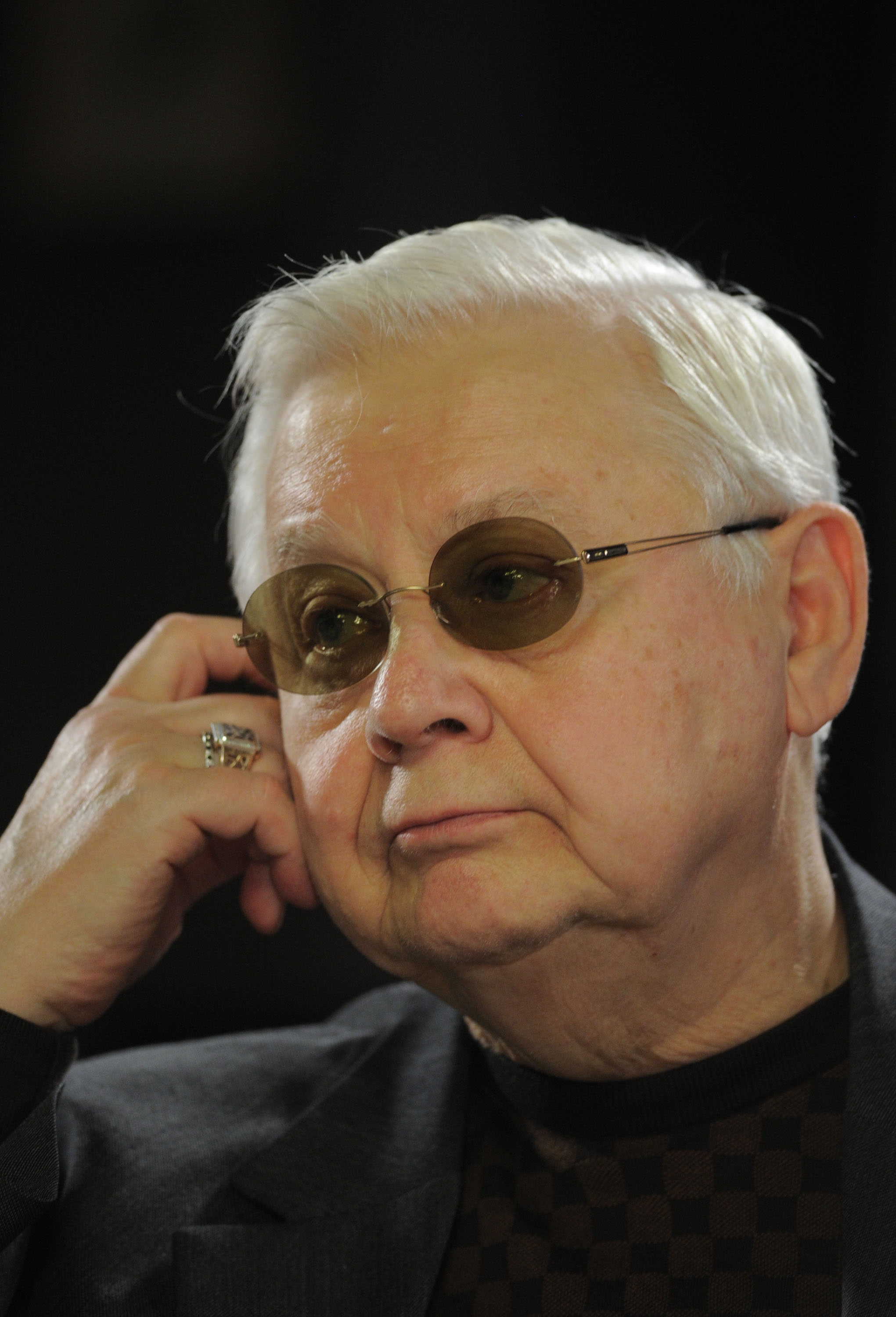
Олег Табаков

Премия Олега Табакова — именная премия, в 1995—2017 годах вручавшаяся народным артистом СССР Олегом Табаковым деятелям культуры России: актёрам, режиссёрам, художникам, людям театра, педагогам, театроведам, журналистам.

## История учреждения премии
Премия была учреждена в 1993 году Фондом поддержки и развития Театра Олега Табакова и «Инкомбанком». После закрытия банка в 1998 году премия вручалась от имени фонда, позже переименованного в Благотворительный фонд Олега Табакова. Актёр ежегодно награждал ею тех, кто, по его мнению, внес яркий и весомый вклад в отечественную культуру в прошедшем году.
«Премия — это материализация твоего удивления перед чужим талантом». — Олег Табаков, 2003.
«Преимущество нашей премии в том, что и один человек может действовать непосредственно и вовремя. Очень важно вовремя увидеть и сказать: „Вот здорово!“» — Олег Табаков, 2011.
Табаков не раз говорил об одном из главных качеств творческого человека — умении удивляться чужому таланту. В своей автобиографической книге «Моя настоящая жизнь» он признавался: «Для меня одним из самых ярких показателей масштабности и одаренности личности является способность человека удивляться и радоваться чужому таланту. Это свойство, которое на самом деле является довольно редким среди людей моей профессии».
Большинство награжденных премией — актёры и сотрудники двух театров, художественным руководителем которых являлся Олег Табаков: Театра Олега Табакова (возглавлял в 1986—2018 гг.) и МХТ им. А.П. Чехова (2000—2018). Вместе с тем именной премии удостаивались деятели культуры, не связанные с ними.
«Каждый год Олег Павлович награждает ею самых, по его мнению, талантливых людей, проявивших себя в текущем сезоне. Раз и навсегда закрепленных номинаций здесь нет — они каждый раз формулируются заново, под конкретных героев». — Алиса Никольская, 2004.

## Награда
Лауреаты премии Олега Табакова награждались дипломами, а кроме того, получали денежную премию из Фонда Олега Табакова. В 2000 году корреспондент «Вечерней Москвы» сообщал: «…Олег Табаков каждый год вручает коллегам и сочувствующим по тысяче долларов…» Эту же сумму в 2002 году называют корреспонденты «Московского комсомольца». В 2016 году СМИ писали о том, что общая сумма премии составила 1,6 млн рублей.

## Оценка премии СМИ и лауреатами
«В нынешней череде премий эта — одна из самых субъективных и одновременно самых честных». — Алиса Никольская, 2002.
«Никаких жюри, компромиссов, борьбы интересов и коллективной ответственности. Критерий один — собственный вкус. Никаких игр в непредвзятость, практически все лауреаты — из „ближнего круга“». — Ольга Фукс, 2011.
«Я человек театральный, отдавший более десяти лет театру. Приятно получить премию Олега Павловича Табакова, большого артиста. Он крупная ветвь театрального искусства, держащая на себе целую крону». — Андрей Звягинцев, 2012.
«Я уже забыл, что чувствует человек, получающий премии, нечасто меня награждают. Премия Табакова ценна тем, что дается не за достижение, а за оценку творческого поиска. Она мне очень дорога». — Константин Хабенский, 2012.
«Это очень личная премия. У нас в театральном мире таких больше нет. Он [Табаков] сам ходит на спектакли, радуется за своих учеников. И это чувство радости отражается в его наградах». — Анатолий Смелянский, 2015.

## Лауреаты премии

### 1995 год
Награждение лауреатов, как и в большинстве случаев в будущем, проходило в Московском театре-студии п/ О. Табакова на улице Чаплыгина, в зрительском фойе. Церемония состоялась в Международный день театра, 27 марта.
| Лауреат               | Номинация                                          | Комментарий |
| --------------------- | -------------------------------------------------- | --- |
| Алексей Богданович    | Лучший драматург                                   | За пьесу «Месть Гольдони». По ней в 1997 году в Театре Олега Табакова был поставлен спектакль «Прощайте… и рукоплещите! Архивная копия от 21 октября 2020 на Wayback Machine» |
| Виталий Виленкин      | За многолетний вклад в развитие российского театра | |
| Виталий Егоров        | За лучший актёрский дебют                          | Роль Белого клоуна в спектакле «Смертельный номер Архивная копия от 23 октября 2020 на Wayback Machine»                                                                       |
| Александр Лазарев-мл. | За стремительный актёрский взлет                   | |
| Владимир Машков       | За лучшую режиссуру                                | Спектакль «Смертельный номер Архивная копия от 23 октября 2020 на Wayback Machine»                                                                                            |
| Евгений Миронов       | Лучшая актёрская работа                            | Заглавная роль в спектакле «Страсти по Бумбарашу Архивная копия от 22 октября 2020 на Wayback Machine»                                                                        |
| Алла Михайлова        | За ряд публикаций о театральных художниках         | |

### 1996 год
| Лауреат          | Номинация                                                                  | Комментарий                                                                             |
| ---------------- | -------------------------------------------------------------------------- | --------------------------------------------------------------------------------------- |
| Сергей Безруков  | За успешный дебют                                                          | Роль Александра в спектакле «Псих Архивная копия от 27 октября 2020 на Wayback Machine» |
| Сергей Беляев    | За творческий рост                                                         |                                                                                         |
| Мария Данилова   | За трепетное отношение к профессии                                         |                                                                                         |
| Андрей Ильин     | Специальная премия                                                         | За исполнение роли Леонидика в спектакле «Мой бедный Марат» Театра Моссовета            |
| Лариса Кузнецова | Специальная премия                                                         | За исполнение роли Лики в спектакле «Мой бедный Марат» Театра Моссовета                 |
| Владимир Лакшин  | За книгу «Берега культуры» (посмертно)                                     |                                                                                         |
| Андрей Смоляков  | За творческий рост                                                         |                                                                                         |
| Инна Соловьева   | За долголетнее и неустанное обучение молодых искусству театральной критики |                                                                                         |

### 1997 год
| Лауреат                       | Номинация |
| ----------------------------- | --- |
| Алексей Аджубей               | За помощь и поддержку в рождении театра (посмертно) |
| Сергей Бархин                 | За оформление спектаклей «Прощайте… и рукоплещите! Архивная копия от 21 октября 2020 на Wayback Machine» (Театр Олега Табакова) и «Гроза Архивная копия от 31 октября 2020 на Wayback Machine» (МТЮЗ) |
| Сергей Безруков               | За роль Есенина в спектакле «Жизнь моя, иль ты приснилась мне?» (Театр имени М. Н. Ермоловой) |
| Игорь Вацетис (Сергей Юрский) | За пьесу «Провокация» |
| Андрей Дрознин                | За создание Центра сценического движения и многолетнюю педагогическую деятельность |
| Марина Зудина                 | За актёрские работы 1996—1997 годов |
| Ольга Радищева                | За книгу «Немирович-Данченко и Станиславский. История театральных отношений» (1997) |
| Максим Суханов                | За яркое актёрское дарование |
| Михаил Хомяков                | За актёрские работы 1996—1997 годов |

### 1998 год
| Лауреат           | Номинация | Комментарий                                                                                           |
| ----------------- | --- | --- |
| Светлана Врагова  | За успехи в «театральном строительстве» | |
| Камий Кайоль      | За актёрский взлет | Спектакль Театра Олега Табакова «Камера обскура Архивная копия от 23 октября 2020 на Wayback Machine» |
| Светлана Калинина | За создание костюмов к спектаклю «На всякого мудреца довольно простоты Архивная копия от 22 октября 2020 на Wayback Machine» (Театр Олега Табакова) | |
| Владимир Левертов | За многолетнюю успешную педагогическую деятельность (посмертно)                                                                                     | |
| Елена Невежина    | За режиссёрский дебют на профессиональной сцене | Спектакль «Жак и его господин Архивная копия от 25 октября 2020 на Wayback Machine» («Сатирикон»)     |
| Юрий Рост         | За фотолетопись культуры уходящего века | |
| Михаил Филиппов   | За яркую работу в спектаклях московских антреприз                                                                                                   | |

### 1999 год
| Лауреат         | Номинация                                            | Комментарий                                                                        |
| --------------- | ---------------------------------------------------- | ---------------------------------------------------------------------------------- |
| Кира Головко    | За верность театру и театральной школе               |                                                                                    |
| Владимир Машков | За роль Абрама Шварца, исполняемую им 10 лет         | Спектакль «Матросская Тишина Архивная копия от 24 октября 2020 на Wayback Machine» |
| Олег Фельдман   | За первый том «Наследия» В. Э. Мейерхольда           |                                                                                    |
| Олег Шейнцис    | За удивительно талантливую сценографию последних лет |                                                                                    |
| Марианна Шульц  | За роли в спектаклях последних лет                   |                                                                                    |

### 2000 год
Вручение состоялось 27 марта в стенах Театра Олега Табакова. Помимо дипломов, лауреаты были награждены сувенирными монетами с изображением К. С. Станиславского.
| Лауреат             | Номинация |
| ------------------- | --- |
| Геннадий Абрамов    | За поиски и находки в театральном деле                                                                                                   |
| Александр Боровский | За совершенное художественное оформление спектаклей                                                                                      |
| Мадлен Джабраилова  | За актёрский талант, реализованный в спектакле «Варвары Архивная копия от 24 октября 2020 на Wayback Machine» (Мастерская Петра Фоменко) |
| Наталия Журавлёва   | За успехи в актёрской профессии |
| Борис Поюровский    | За честь, достоинство профессии, за любовь и верность театру                                                                             |
| Тагир Рахимов       | За актёрский талант, реализованный в спектакле «Варвары Архивная копия от 24 октября 2020 на Wayback Machine» (Мастерская Петра Фоменко) |
| Яна Сексте          | За способности, унаследованные от папы с мамой, за успехи в учёбе                                                                        |
| Анатолий Смелянский | За книгу «Предлагаемые обстоятельства»                                                                                                   |
| Татьяна Цыганкова   | За сохранение очага театральной жизни, за долголетнюю подготовку кадров для Школы-студии МХАТ                                            |

### 2001 год
| Лауреат                                                                                                 | Номинация                                             | Комментарий |
| --- | ----------------------------------------------------- | --- |
| Виктор Астафьев                                                                                         | За талант и бесконечную любовь к людям                | |
| Ирина Виноградская                                                                                      | За талант, труд и честь                               | |
| Сергей Глинка                                                                                           | За поддержку всех начинаний театра и меценатство      | |
| Галина Тюнина                                                                                           | За обретение мастерства                               | |
| Яков Черняк                                                                                             | За значительный вклад в формирование культуры региона | В 1997—2001 годах — заместитель мэра Москвы — директор департамента культуры, молодёжной политики и спорта. Премию получил за работу в должности руководителя Департамента культуры и науки Сургута |
| Ольга Яковлева                                                                                          | За талант и прелесть женскую                          | |
| Участники спектакля «На дне Архивная копия от 28 ноября 2020 на Wayback Machine» (Театр Олега Табакова) | За исполнение ролей в спектакле «На дне»              | Премию получили Виталий Егоров, Александр Мохов, Андрей Смоляков и Михаил Хомяков |

### 2002 год
| Лауреат                     | Номинация | Комментарий                                                                                     |
| --------------------------- | --- | ----------------------------------------------------------------------------------------------- |
| Полина Агуреева             | Актрисе театра «Мастерская Петра Фоменко» за работы 2001—2002 годов                                                 |                                                                                                 |
| Марина Зудина               | За хорошую работу в спектакле «Антигона Архивная копия от 26 октября 2020 на Wayback Machine» (МХТ им. А.П. Чехова) |                                                                                                 |
| Ольга Красько               | Студентке Школы-студии МХАТ за работы 2001—2002 годов                                                               |                                                                                                 |
| Анатолий Смелянский         | Ректору Школы-студии МХАТ за то, что плодовит и имеет спрос на свои книги                                           |                                                                                                 |
| Александр Стульнев          | Директору Театра п/р О. Табакова                                                                                    |                                                                                                 |
| Николай Фоменко             | За возвращение к своей профессии в Пушкинском театре                                                                |                                                                                                 |
| Актёры МХТ им. А. П. Чехова | За работы 2001—2002 годов                                                                                           | Премий удостоились Марина Брусникина, Евгения Добровольская, Владимир Кашпур и Владимир Краснов |
| Актёры Театра О. Табакова   | За работы 2001—2002 годов                                                                                           | Премий удостоились Сергей Беляев, Александр Воробьев и Михаил Хомяков                           |

### 2003 год
| Лауреат                                          | Номинация                                                                                            | Комментарий |
| ------------------------------------------------ | --- | --- |
| Лейла Ашрафова                                   | За преданность театру и неугасаемую актёрскую энергию                                                | |
| Ольга Барнет                                     | За талант и радость актёрского общения                                                               | Была партнёром О. Табакова в спектакле «Копенгаген Архивная копия от 26 октября 2020 на Wayback Machine» (МХТ. им. Чехова)                                       |
| Ольга Блок-Миримская                             | За работу в спектакле «От четверга до четверга Архивная копия от 26 октября 2020 на Wayback Machine» | |
| Миндаугас Карбаускис                             | За мужество продвижения вперед в режиссёрской профессии                                              | |
| Игорь Овчинников                                 | За создание театральной реальности в виртуальном пространстве                                        | В 1996 году открыл совместно с Артемием Лебедевым сайт «Страницы московской театральной жизни» (Theatre.Ru), первый интернет-проект, посвященный русскому театру |
| Борис Плотников                                  | За талант и радость актёрского общения                                                               | Был партнёром О. Табакова в спектакле «Копенгаген Архивная копия от 26 октября 2020 на Wayback Machine» (МХТ. им. Чехова)                                        |
| Алла Покровская                                  | За достижения в области театральной педагогики                                                       | |
| Кирилл Серебренников                             | За мужество продвижения вперед в режиссёрской профессии                                              | |
| Участники спектакля «Бег» (Театр Олега Табакова) | За роли в спектакле «Бег»                                                                            | Премии удостоились Александр Мохов, Андрей Смоляков и Михаил Хомяков                                                                                             |

### 2004 год
| Лауреат | Номинация | Комментарий |
| --- | --- | --- |
| Ольга Барнет | За актёрское мастерство | За работу в «Последней жертве Архивная копия от 27 октября 2020 на Wayback Machine» (МХТ им. А.П. Чехова) |
| Рубен Гальего | За жизненный и литературный подвиг (книга «Белое на черном»)                                                                     | |
| Юрий Еремин | За режиссёрскую работу | Постановка спектакля «Последняя жертва Архивная копия от 27 октября 2020 на Wayback Machine» (МХТ им. А.П. Чехова) |
| Марина Зудина | За актёрское мастерство | За работу в «Последней жертве Архивная копия от 27 октября 2020 на Wayback Machine» (МХТ им. А.П. Чехова) |
| Светлана Калинина                                                                                                   | За творческую удачу в создании костюмов к спектаклям                                                                             | |
| Миндаугас Карбаускис                                                                                                | За глубину режиссёрского постижения романа У. Фолкнера «Когда я умирала Архивная копия от 27 октября 2020 на Wayback Machine»    | |
| Николай Симонов | За новаторские сценографические работы последних лет в московских театрах                                                        | |
| Инна Соловьева | За многолетний труд и научное свершение, воплощенное в публикации «Театрального наследия Вл. И. Немировича-Данченко» в 4-х томах | |
| Дмитрий Черняков | За режиссёрские удачи последних лет                                                                                              | |
| Участники и создатели спектакля «Мещане Архивная копия от 26 октября 2020 на Wayback Machine» (МХТ им. А.П. Чехова) | За успешную творческую встречу разных поколений и художественный результат, достигнутый в спектакле «Мещане»                     | Премии удостоены режиссёр Кирилл Серебренников, актёры Андрей Мягков, Дмитрий Назаров и Алла Покровская |
| Участники спектакля «Когда я умирала Архивная копия от 27 октября 2020 на Wayback Machine» (Театр Олега Табакова)   | За проникновение в природу ансамблевой игры                                                                                      | Премии удостоены Сергей Беляев, Александр Воробьёв, Евдокия Германова, Алексей Гришин, Яна Есипович, Павел Ильин, Алексей Золотницкий, Роман Кузнеченко, Полина Медведева, Ангелина Миримская, Юлия Полынская, Алексей Савостьянов, Алексей Усольцев, Михаил Хомяков, Елена Цапко, Александр Яценко |

### 2005 год
Премия не вручалась.

### 2006 год
Церемония, прошедшая 27 марта 2006, запомнилась экстравагантным поступком одного из лауреатов: «Режиссер Карбаускис, получив 1 тысячу долларов, разорвал конверт и тут же отдал половину своему помрежу».
| Лауреат | Номинация | Комментарий |
| --- | --- | --- |
| Миндаугас Карбаускис | За последовательность в реализации своего дарования                                                                               | |
| Янина Колесниченко | За верность искусству перевоплощения за роли в спектаклях МХТ им. А. П. Чехова последних лет                                      | |
| Сергей Лазарев | За талантливый сплав искусства комедийного характерного артиста с дарованием музыкальным                                          | |
| Дарья Мороз | За проникновение в душу русской женщины                                                                                           | |
| Владимир Панчик | За смелость актёрского дебюта | |
| Сергей Сосновский | За талантливое многообразие характерных ролей в спектаклях МХТ последних лет                                                      | |
| Сергей Фролов | За глубину психологического проникновения в искалеченную душу своего героя                                                        | Роль в спектакле «Затмение» (Ленком) |
| Константин Хабенский | За остросовременную талантливую интерпретацию шекспировского Клавдия в спектакле «Гамлет» на сцене МХТ им. А.П. Чехова            | |
| Михаил Хомяков | За отличную работу в спектакле «Блюз Толстяка Фредди Архивная копия от 27 октября 2020 на Wayback Machine» (Театр Олега Табакова) | |
| Юрий Чурсин | За смелость актёрского гротеска                                                                                                   | |
| Александр Шишкин | За создание оригинального сценографического решения спектакля                                                                     | |
| Участники спектакля «Рассказ о семи повешенных Архивная копия от 28 октября 2020 на Wayback Machine» (Театр Олега Табакова) | За актёрский ансамбль в спектакле «Рассказ о семи повешенных»                                                                     | Премии удостоились Александр Воробьев, Павел Ильин, Дарья Калмыкова, Алексей Комашко, Дмитрий Куличков, Александр Ратников, Яна Сексте, Алексей Усольцев |

### 2007 год
| Лауреат            | Номинация                                                                                         | Комментарий |
| ------------------ | ------------------------------------------------------------------------------------------------- | --- |
| Александр Авдеенко | За неколебимую верность профессии, мужество и терпение в отстаивании своих принципов              | |
| Давид Боровский    | За выдающийся вклад в развитие театральной живописи (посмертно)                                   | |
| Андрей Дрознин     | За создание нового направления в российской театральной педагогике                                | |
| Светлана Колпакова | За смелость и яркость актёрского дебюта                                                           | |
| Евгений Писарев    | За яркое и смелое представление нового театрального поколения                                     | Постановка спектакля «Примадонны Архивная копия от 26 октября 2020 на Wayback Machine» (МХТ им. А.П. Чехова)         |
| Олег Тополянский   | За яркое и смелое представление нового театрального поколения                                     | Постановка спектакля «Под небом голубым Архивная копия от 26 октября 2020 на Wayback Machine» (Театр Олега Табакова) |
| Зинаида Удальцова  | За подготовку, разработку и создание принципиально важной книги по истории Художественного театра | |
| Мария Шашлова      | За актёрскую удачу                                                                                | |

### 2008 год
| Лауреат | Номинация | Комментарий |
| --- | --- | --- |
| Владимир Машков                                                                                                 | Доказавшему, что настоящий актёрский дар, азарт и вера способны творить чудеса                                    | За роль Давида Гоцмана в сериале «Ликвидация» |
| Ирина Пегова | За труднейшую роль                                                                                                | Роль Москвы Честновой в спектакле «Рассказ о счастливой Москве Архивная копия от 28 октября 2020 на Wayback Machine» (Театр Олега Табакова)           |
| Дина Рубина | За редкий по человечности и художественной точности рассказ «Адам и Мирьям»                                       | |
| Яна Сексте | Сумевшей рассмотреть в советской Марютке героиню античного мифа                                                   | Роль Марютки в спектакле «Сорок первый. Opus Posth. Архивная копия от 26 октября 2020 на Wayback Machine» (МХТ им. А.П. Чехова)                       |
| Анатолий Смелянский                                                                                             | За телевизионное воссоздание собственной версии русского театра XX века (телепрограмма «Сквозное действие»)       | |
| Инна Соловьева                                                                                                  | За открытие новаторской природы искусства Художественного театра как единого текста                               | За книгу «Художественный театр: Жизнь и приключения идеи» (2007)                                                                                      |
| Сергей Угрюмов                                                                                                  | За способность талантливо сочетать серьёзную эксцентрику и эксцентрическую достоверность                          | |
| Дмитрий Черняков                                                                                                | За новаторскую режиссёрскую разработку оперы «Евгений Онегин» (Большой театр)                                     | |
| Создатели спектакля «Человек-подушка Архивная копия от 6 октября 2020 на Wayback Machine» (МХТ им. А.П. Чехова) | За способность открыть новые возможности актёрского искусства в познании причудливых извивов человеческой психики | Премии удостоились режиссёр Кирилл Серебренников, актёры Анатолий Белый, Алексей Кравченко, Сергей Сосновский и Юрий Чурсин, художник Николай Симонов |

### 2009 год
| Лауреат | Номинация | Комментарий |
| --- | --- | --- |
| Юрий Вяземский                                                                                                  | За создание уникального многолетнего телевизионного цикла «Умники и умницы», обращенного к подрастающему поколению страны                        | |
| Михаил Калатозишвили                                                                                            | За художественно-смысловой прорыв в современной российской кинематографии                                                                        | За фильм «Дикое поле»                                                                                            |
| Алексей Кортнев и Сергей Чекрыжов                                                                               | За создание музыки и поэтических текстов к спектаклю «Конек-Горбунок Архивная копия от 29 октября 2020 на Wayback Machine» (МХТ им. А.П. Чехова) | |
| Зиновий Марголин                                                                                                | За талантливое решение сценического образа спектакля и остроумное использование новых возможностей основной сцены МХТ им. А. П. Чехова           | Спектакль «Конек-Горбунок»                                                                                       |
| Анаит Оганесян                                                                                                  | За подготовку и составление книги-альбома «Зачем нужен художник», посвященной Олегу Шейнцису                                                     | |
| Евгений Писарев                                                                                                 | За режиссёрское дарование в сотворении музыкального спектакля, обращенного в равной степени взрослым и детям                                     | Спектакль «Конек-Горбунок Архивная копия от 29 октября 2020 на Wayback Machine» (МХТ им. А.П. Чехова)            |
| Михаил Пореченков                                                                                               | За прорыв в глубину прозы Л. Н. Толстого, за актёрское достижение в области психологического театра                                              | Спектакль «Крейцерова соната Архивная копия от 29 октября 2020 на Wayback Machine» (МХТ им. А. П. Чехова)        |
| Кирилл Серебренников                                                                                            | За творческий сочинительский характер режиссуры, за способность творить вторую сценическую реальность на материале прозаического произведения    | За спектакль «Киже Архивная копия от 30 октября 2020 на Wayback Machine» (МХТ им. А. П. Чехова)                  |
| Участники спектакля «Конек-Горбунок Архивная копия от 29 октября 2020 на Wayback Machine» (МХТ им. А.П. Чехова) | За прекрасное чувство партнёрства, за лидерство в ансамбле                                                                                       | Премии удостоены Сергей Беляев, Аркадий Киселев, Сергей Медведев, Ирина Пегова, Игорь Хрипунов, Эдуард Чекмазов  |
| Участники и создатели спектакля «Старший сын» (Театр Олега Табакова)                                            | За глубину и свежесть нового художественного прочтения замечательной пьесы А. Вампилова                                                          | Премии удостоены режиссёр Константин Богомолов, художник Лариса Ломакина, актёры Юрий Чурсин и Сергей Сосновский |

### 2010 год
| Лауреат                               | Номинация | Комментарий                                                                   |
| ------------------------------------- | --- | ----------------------------------------------------------------------------- |
| Яна Гладких                           | За дебют на сцене Художественного театра |                                                                               |
| Евгений Писарев и Анатолий Смелянский | За талантливое выявление творческих и человеческих связей А.П. Чехова с Художественным театром в сценарии и режиссуре вечера, посвященного 150-летию со дня рождения писателя |                                                                               |
| Алексей Поперёкин                     | За достижение, достойное Книги рекордов Гиннеса — организацию стопроцентной продажи билетов на спектакли театра в течение пяти лет                                            | Сотрудник Театр Олега Табакова                                                |
| Александр Попов                       | За создание увлекательной книги «Времени вопреки. История театрального подвала»                                                                                               |                                                                               |
| Алексей Попогребский                  | Режиссёр нового поколения отечественных кинематографистов |                                                                               |
| Ольга Радищева и Екатерина Шингарёва  | За создание второго тома летописи «Московский Художественный театр в русской театральной критике»                                                                             |                                                                               |
| Римас Туминас                         | За постановку принципиально важного для современной чеховианы спектакля | За спектакль «Дядя Ваня Архивная копия от 28 октября 2020 на Wayback Machine» |
| Сергей Угрюмов                        | За освоение нового амплуа и образ, созданный в спектакле «Волки и овцы» (Театр Олега Табакова)                                                                                |                                                                               |
| Андрей Фомин                          | За стремительный творческий рост |                                                                               |

### 2011 год
| Лауреат | Номинация | Комментарий                                                                 |
| --- | --- | --------------------------------------------------------------------------- |
| Анатолий Белый | За талантливое воплощение на сцене образа героя нашего времени                                                                 | Роль Егора в спектакле «Околоноля [gangsta fiction]» (Театр Олега Табакова) |
| Наталья Виноградова | За профессионализм и упорство в обретении права ответить зрителю: «На сегодня все билеты проданы»                              | Сотрудница МХТ им. А.П. Чехова                                              |
| Владимир Машков | За создание самого успешного спектакля десятилетия                                                                             | За спектакль «№ 13» (МХТ им. А.П. Чехова)                                   |
| Константин Райкин | За талант и энергию, проявленные при создании театра «Сатирикон» рубежа веков                                                  |                                                                             |
| Анатолий Смелянский | За цикл телепередач о театре А.П. Чехова «Живешь в таком климате…»                                                             |                                                                             |
| Юрий Стоянов | За проникновение в истинную природу гоголевских характеров и яркое их воплощение                                               | За роль Кочкарёва в спектакле «Женитьба» (МХТ им. А.П. Чехова)              |
| Людмила Улицкая | Писатель, сумевший замечательно ухватить и художественно воссоздать облик и дух советской цивилизации в романе «Зеленый шатер» | Текст ячейки                                                                |
| Ольга Яковлева | За заразительный пример верности основам русского психологического театра                                                      | За роль Бабушки в спектакле «Обрыв» (МХТ им. А.П. Чехова)                   |
| Режиссёру и участникам спектакля «Прокляты и убиты» (МХТ им. А.П. Чехова)                                                     | — | Режиссёр Виктор Рыжаков                                                     |
| Участники спектакля «Женитьба» (Театр Олега Табакова)                                                                         | За проникновение в истинную природу гоголевских характеров и яркое их воплощение                                               | Премии удостоены Авангард Леонтьев и Михаил Хомяков                         |
| Участники спектакля «Околоноля [gangsta fiction]» (Театр Олега Табакова Архивная копия от 30 октября 2020 на Wayback Machine) | За яркий дебют на сцене Театра Олега Табакова                                                                                  | Премии удостоены Игнатий Акрачков, Алексей Кравченко и Федор Лавров         |

### 2012 год
| Лауреат                              | Номинация | Комментарий |
| ------------------------------------ | --- | --- |
| Константин Богомолов                 | За оригинальное прочтение отечественной классики                                                                             | Спектакль «Чайка» (Театр Олега Табакова)                                                                                          |
| Андрей Звягинцев                     | За талант в воплощении актуальнейших конфликтов современного российского общества                                            | |
| Марина Зудина                        | За безусловные творческие победы в воплощении ролей Аркадиной и Любови Трощейкиной                                           | |
| Максим Матвеев                       | За возрождение на русской сцене образа героя — носителя высоких нравственных и духовных ценностей                            | За роль Иртенева в спектакле «Дьявол Архивная копия от 31 октября 2020 на Wayback Machine» (Театр Олега Табакова)                 |
| Владимир Познер                      | За высокий профессиональный уровень цикла телевизионных программ-интервью «Познер»                                           | |
| Ольга Радищева и Екатерина Шингарёва | Завершившим многолетний трехтомный труд по созданию летописи «Московский Художественный театр в русской театральной критике» | |
| Александр Семчев                     | За талант в воплощении образа Антонины Павловны Опояшиной                                                                    | Спектакль «Событие Архивная копия от 29 октября 2020 на Wayback Machine» (МХТ им. А.П. Чехова)                                    |
| Василий Сигарев                      | За создание талантливой сценической версии великого романа Л. Н. Толстого «Анна Каренина»                                    | По пьесе в МХТ им. А.П. Чехова был поставлен спектакль «Каренин Архивная копия от 29 октября 2020 на Wayback Machine»             |
| Михаил Станкевич                     | За успешный режиссёрский дебют                                                                                               | За постановку спектакля «Дьявол Архивная копия от 31 октября 2020 на Wayback Machine» (Театр Олега Табакова)                      |
| Александр Стульнев                   | За бескорыстное служение Театру под руководством Олега Табакова                                                              | Директор Театра Олега Табакова в 1997—2018 годах                                                                                  |
| Константин Хабенский                 | За победу над стереотипами и придание образу Тригорина живого человеческого чувства                                          | Спектакль «Чайка» (Театр Олега Табакова)                                                                                          |
| Виктор Хориняк                       | За успешный актёрский дебют                                                                                                  | Роль Сергея в спектакле «Леди Макбет Мценского уезда Архивная копия от 30 октября 2020 на Wayback Machine» (Театр Олега Табакова) |

### 2013 год
Церемония вручения премии впервые проводилась в зрительском фойе МХТ им. А.П. Чехова. Была совмещена с презентацией двухтомника воспоминаний Олега Табакова «Моя настоящая жизнь», во время которой выступили Сергей Есин, Анатолий Смелянский, Юрий Рост и др.
| Лауреат                                                                 | Номинация | Комментарий |
| ----------------------------------------------------------------------- | --- | --- |
| Сергей Безруков                                                         | За безупречное служение Подвалу на протяжении 20 лет                                                                                              | |
| Константин Богомолов                                                    | За спектакли «Год, когда я не родился» (Театр Олега Табакова) и «Идеальный муж. Комедия» (МХТ им. А.П. Чехова)                                    | |
| Кира Головко                                                            | В связи с 95-летием со дня рождения | |
| Марина Голуб                                                            | За яркость актёрского и человеческого таланта (посмертно)                                                                                         | |
| Виталий Егоров                                                          | За педагогический дебют (создание спектакля «Пастух и пастушка» в Московской театральной школе Олега Табакова)                                    | |
| Павел Ильин                                                             | За создание образов Лыняева и Дяди Мити | В спектаклях Театра Олега Табакова «Волки и овцы Архивная копия от 30 октября 2020 на Wayback Machine» и «Сестра Надежда Архивная копия от 27 октября 2020 на Wayback Machine» соответственно |
| Алена Лаптева                                                           | За творческий рост (образы в спектаклях «Женитьба», «Брак 2.0», «Сестра Надежда» Театра Олега Табакова)                                           | |
| Лариса Ломакина                                                         | За спектакли последних лет | |
| Людмила Петрушевская                                                    | За вклад в русскую драматургию | |
| Анатолий Смелянский                                                     | За пропаганду наследия Художественного театра | |
| Павел Табаков                                                           | Специальная премия «За дебют» | |
| Кирилл Серебренников и Николай Симонов                                  | За создание действа, воскресившего дух эпохи К. С. Станиславского в Художественном театре                                                         | |
| Создатели и участники спектакля «Он в Аргентине» (МХТ им. А. П. Чехова) | За возвращение на сцену Художественного театра искусство одного из самых глубоких и оригинальных драматургов современности — Людмилы Петрушевской | Премии удостоены режиссёр Дмитрий Брусникин, актрисы Юлия Чебакова и Роза Хайруллина |
| Участники спектакля «Идеальный муж. Комедия»                            | За умение объединяться вокруг идеи и бесстрашно идти до конца                                                                                     | Премии удостоены Марина Зудина, Алексей Кравченко, Максим Матвеев, Игорь Миркурбанов, Дарья Мороз, Сергей Чонишвили                                                                           |

### 2014 год
Церемония снова состоялась в Международный день театра и во второй и последний раз прошла в портретном фойе МХТ им. А.П. Чехова. Через несколько часов после вручения премии неподалёку от театра был торжественно открыт памятник К. С. Станиславскому и Вл. И. Немировичу-Данченко — по словам Табакова, «нашим кормильцам».
| Лауреат                                                                                                 | Номинация | Комментарий |
| --- | --- | --- |
| Евгения Борзых                                                                                          | За яркое начало сценического пути | |
| Александр Боровский                                                                                     | За возвращение на сцену МХТ им. А.П. Чехова театрального бестселлера XXI века «№ 13D» и легендарного спектакля «Билокси-Блюз» (Театр Олега Табакова)          | |
| Михаил Жванецкий                                                                                        | За мою любовь к твоему творчеству | |
| Михаил Лобанов                                                                                          | За многолетнюю и успешную работу по подготовке актёров нашей школы                                                                                            | |
| Владимир Машков                                                                                         | За серьёзный художественный результат, достигнутый в работе над комедией Рэя Куни                                                                             | Спектакль «№ 13D Архивная копия от 29 октября 2020 на Wayback Machine» (МХТ им. А.П. Чехова) |
| Александр Молочников                                                                                    | За яркое и глубокое воплощение на сцене образа фарфоровой куклы с живым сердцем                                                                               | |
| Игорь Петров                                                                                            | За творческий взлет | |
| Филипп Резников                                                                                         | За создание журнала «Театральный подвал» и пропаганду творчества Московского театра п/р О. Табакова                                                           | |
| Николай Реутов                                                                                          | За талантливые решения пластического рисунка в спектаклях МХТ им. А. П. Чехова и Московского театра п/р О. Табакова                                           | |
| Александр Семчев                                                                                        | За яркое воплощение образа Арнольфа в спектакле Театра Олега Табакова «Школа жен Архивная копия от 31 октября 2020 на Wayback Machine» по пьесе Ж.-Б. Мольера | |
| Леонид Тимцуник                                                                                         | За умение выражать трагическое в комедии только с помощью пластики тела                                                                                       | |
| Римас Туминас                                                                                           | За возрождение живой жизни в театре им. Евг. Вахтангова | |
| Глеб Черепанов                                                                                          | За успешный режиссёрский дебют на сцене МХТ им. А. П. Чехова                                                                                                  | |
| Создателям и участникам спектакля «Билокси-Блюз» (Театр Олега Табакова)                                 | За возвращение в репертуар легендарного спектакля «Билокси-Блюз» по пьесе Нила Саймона                                                                        | Премии удостоены режиссёр Александр Марин, актёры Никита Еленев, Кристина Исайкина, Эдуард Кашпоров, Александр Кузьмин, Антон Мараховский, Владислав Наумов, Павел Табаков, Павел Шевандо, Изабель Эйдлен |
| Участникам спектакля «№ 13D Архивная копия от 29 октября 2020 на Wayback Machine» (МХТ им. А.П. Чехова) | За возвращение на сцену МХТ им. А.П. Чехова театрального бестселлера XXI века — спектакля «№ 13D»                                                             | Премии удостоены Паулина Андреева, Кристина Бабушкина, Сергей Беляев, Андрей Бурковский, Игорь Верник, Станислав Дужников, Ирина Пегова, Яна Осипова, Мария Пестунова, Сергей Угрюмов                     |

### 2015 год
| Лауреат                                | Номинация | Комментарий                   |
| -------------------------------------- | --- | ----------------------------- |
| Марина Брусникина                      | За создание цикла «Мхатовские вечера. Круг чтения»                                                                                       |                               |
| Анна Гуляренко                         | За создание дипломного спектакля «Дети солнца» (Театральная школа Олега Табакова)                                                        |                               |
| Михаил Гуцериев                        | За бескорыстную заботу и поддержку творческой молодежи России                                                                            |                               |
| Андрей Звягинцев                       | За любовь и доброе отношение к героям фильма «Левиафан»                                                                                  |                               |
| Александр Молочников и Николай Симонов | За создание спектакля «19.14 Архивная копия от 12 октября 2020 на Wayback Machine», посвященного 100-летию начала Первой мировой войны   | Спектакль МХТ им. А.П. Чехова |
| Евгений Писарев                        | За талантливое возвращение в сознание зрителя одной из самых ярких страниц в истории русского театра — Камерного театра Таирова и Коонен |                               |
| Алексей Серебряков                     | Моему ученику за достижения в искусстве                                                                                                  |                               |
| Андрей Смоляков                        | Моему ученику за достижения в искусстве                                                                                                  |                               |

### 2016 год
| Лауреат                                              | Номинация | Комментарий |
| ---------------------------------------------------- | --- | --- |
| Константин Богомолов                                 | За спектакль «Юбилей ювелира Архивная копия от 29 октября 2020 на Wayback Machine» (МХТ им. А.П. Чехова)                                     | |
| Давид Боровский                                      | За реформацию русского сценографического искусства, отраженную в альбомах «Давид Боровский. Костюмы» и «Давид Боровский. Макеты» (посмертно) | |
| Иван Вырыпаев                                        | За талантливое и упрямое воплощение нашей жизни в формах новой драмы                                                                         | |
| Юлиана Гребе                                         | За убедительный дебют на профессиональной сцене                                                                                              | Роль Нины в спектакле «Мадонна с цветком Архивная копия от 31 октября 2020 на Wayback Machine» (Театр Олега Табакова) |
| Марина Зудина, Алексей Кравченко и Игорь Миркурбанов | За творческие достижения в спектаклях МХТ им. А.П. Чехова                                                                                    | |
| Наталья Качалова и Алена Лаптева                     | За душевную доброту в воплощении образов моих землячек                                                                                       | Работы в спектакле «Мадонна с цветком Архивная копия от 31 октября 2020 на Wayback Machine» (Театр Олега Табакова)    |
| Александр Марин                                      | За последовательное утверждение принципов гуманизма в спектаклях и художественные достижения                                                 | |
| Ирина Прохорова                                      | С благодарностью за бескорыстие и постоянство в популяризации российского театрального дела                                                  | |
| Михаил Рахлин                                        | За дарованный мне к 80-летию праздник | За постановку капустника к юбилею Олега Табакова                                                                      |
| Виктор Рыжаков                                       | За талантливое и упрямое воплощение нашей жизни в формах новой драмы                                                                         | |
| Наталья Тенякова                                     | За актёрский дуэт и овладение техникой «крупного плана» в искусстве драматического актёра                                                    | За роль в спектакле «Юбилей ювелира Архивная копия от 29 октября 2020 на Wayback Machine» (МХТ им. А.П. Чехова)       |
| Майя Туровская                                       | За жизнь в искусстве | |
| Ольга Хенкина                                        | За неоценимую помощь в моем «кризисном менеджменте»                                                                                          | |
| Сергей Юрский                                        | За верность идеалам юности своей | |

### 2017 год
Премия вручалась в год, когда Театр Олега Табакова праздновал 30-летие со дня официального открытия. В этот раз создатель театра предпочёл отметить заслуги тех, кто помогал ему строить театр и оставался рядом в течение трёх десятилетий. Премиями за 30 лет служения, а также за большой вклад в творческие достижения Театра под руководством Олега Табакова были награждены Сергей Безруков, Сергей Беляев, Ольга Блок-Миримская, Константин Богомолов, Александр Боровский, Алла Дюкова, Евдокия Германова, Марина Зудина, Миндаугас Карбаускис, Надежда Лебедева, Авангард Леонтьев, Александр Марин, Владимир Машков, Евгений Миронов, Андрей Смоляков, Александр Стульнев, Надежда Тимохина, Михаил Хомяков.
Евдокия Германова, выйдя на сцену, от награды отказалась, сообщив, что ещё её не заслужила. Её диплом и памятные знаки были переданы на вечное хранение в музей театра.
В первый и последний раз церемония прошла на новой сцене Театра Олега Табакова.

## Наибольшее число премий
| Лауреат              | Премии | Годы получения                                 |
| -------------------- | ------ | ---------------------------------------------- |
| Михаил Хомяков       | 8      | 1997, 2001, 2002, 2003, 2004, 2006, 2011, 2017 |
| Марина Зудина        | 7      | 1997, 2002, 2004, 2012, 2013, 2016, 2017       |
| Владимир Машков      | 6      | 1995, 1999, 2008, 2011, 2014, 2017             |
| Анатолий Смелянский  | 6      | 2000, 2002, 2008, 2010, 2011, 2013             |
| Сергей Беляев        | 5      | 1995, 2002, 2009, 2014, 2017                   |
| Константин Богомолов | 5      | 2009, 2012, 2013, 2016, 2017                   |
| Кирилл Серебренников | 5      | 2003, 2004, 2008, 2009, 2013                   |
| Андрей Смоляков      | 5      | 1996, 2001, 2002, 2015, 2017                   |